# Ferrovie in progetto all'isola d'Elba
Sull'isola d'Elba non sono più presenti linee ferrate attive. Quelle che furono realizzate a partire dai primi del 1900 sono state dismesse per i danni derivanti dalle operazioni belliche della Seconda guerra mondiale.

## I trasporti sull'isola intorno al 1900
Nel XIX secolo, lo sviluppo industriale ed economico iniziò a coinvolgere anche l'isola d'Elba. L'isola era già famosa per le vecchie saline, le ricche miniere di ferro, le cave di graniti. Nel Novecento, lo divenne anche per gli impianti siderurgici della Società degli Alti Forni ed Acciaierie dell'Elba e i suoi porti.
Sull'isola però le vie di comunicazione non erano all'altezza delle attività presenti. Vi erano solo poche strade provinciali e per lo più strade comunali piccole ed anguste, rese tali dalla natura irregolare del territorio.
Nei primi anni del 1900 lo spostamento delle persone sull'isola avveniva principalmente per mezzo delle “vetture”, ossia veicoli, motocicli o carrozze a trazione animale che effettuavano un servizio di taxi, e delle “automobili postali”, autobus per il trasporto pubblico. 
Nel 1908 giunse all'Elba la prima auto destinata al servizio pubblico acquistata dal tassista Mario Carletti di Rio Marina. La prima auto ad uso privato è degli stessi anni, acquistata dal concessionario delle miniere, Ubaldo Tonietti. Il primo servizio di autobus risale al 1911, la società era di Domenico Lorenzi con il modello Fiat 15 Feri, sostituito nel 1918 dal Fiat 18 BL. I collegamenti effettuati erano Portoferraio con Marciana, Rio e Campo. 
Le automobili postali non riuscivano a soddisfare l'ingente numero di richieste, provocando litigi e talvolta vere e proprie lotte tra i cittadini per accaparrarsi un posto sulle stesse. In molti casi quindi era necessario ricorrere alle vetture, che avevano prezzi elevati.
I disagi legati al trasporto dal luogo di produzione a quello di impiego ebbero importanti ripercussioni anche sull'economia del territorio, causando l'aumento dei prezzi dei prodotti e, in molti casi, il mancato utilizzo di merci, sia alimentari che minerarie.
Un altro aspetto da tenere in considerazione è quello minerario. L'Elba era nota per i suoi giacimenti di ferro e di minerali fin dai tempi degli Etruschi.
I principali giacimenti di ferro si distribuivano lungo le coste e le pendici della parte orientale dell’isola ed erano divisi in due gruppi principali, il primo a nord tra Capo Pero e Rio Marina, il secondo più a sud nei dintorni di Monte Calamita.
Lo sfruttamento di queste risorse subì un forte incremento intorno al 1900 con lo sviluppo dello stabilimento siderurgico di Piombino.
I metodi di estrazione e trasporto del materiale non avevano, però, subito grandi cambiamenti dagli etruschi fino a quel momento. Il minerale, infatti, veniva ancora estratto a mano per mezzo di pala e piccone ed il trasporto al di fuori della miniera avveniva per mezzo di carretti, con ceste portate a spalla dai lavoratori e con l'ausilio dei somari.
Gli arcaici mezzi utilizzati rendevano difficoltoso il trasporto ed il caricamento del materiale estratto sulle imbarcazioni a causa dell'enorme sforzo muscolare e della scomodità dei mezzi dell'epoca, spesso barche di ridotte dimensioni sulle quali il materiale veniva caricato e stipato per mezzo di passamano delle ceste che avveniva su scale di corda o rampe inclinate. 
L’aumento della popolazione sull'isola e le esigenze degli impianti estrattivi rendevano vivente la realizzazione di una rete di collegamenti, più moderna ed efficiente, tra i vari comuni e i luoghi di interesse industriale.

## I progetti

### Il progetto di Armand Coste
Uno dei primi progetti venne proposto nel 1865 dall'agente marittimo Armand Coste, che operava nell'interesse di industriali francesi. 
La sua proposta prevedeva la costruzione di una rete ferroviaria di circa 5 km che avrebbe dovuto collegare la miniera di Vigneria e Rio Albano con Rio Marina, dove doveva essere costruito un molo idoneo per l'attracco di navi da carico. Questo pontile sarebbe stato realizzato in muratura e ferro e sarebbe stato costruito in modo tale da permettere l'accosto di più navi da carico. 
Altro collegamento facente parte del progetto di Coste sarebbe stata una ferrovia che avrebbe dovuto collegare i cantieri di Calamita con la Cala dell'Innamorata, chiamata in passato “Cala de lo fero”, proprio per la sua origine mineraria. Anche qui si prevedeva la costruzione di un pontile per l'attracco in prossimità dei due isolotti già presenti, le isole Gemini.
Il progetto di Coste non trovò attuazione, in quanto gli industriali francesi coinvolti preferirono le miniere dell’Algeria. 
Prendendo spunto dallo stesso venne però facilitato il trasporto ed il carico dei minerali sulle navi, grazie a vari sistemi e marchingegni piuttosto rudimentali e lenti. Uno di questi consisteva nella realizzazione di rotaie primitive sulle quali venivano fatti scorrere dei vagoncini destinati a raggiungere i pontili già presenti che, nel 1872, furono potenziati con la costruzione di cinque nuovi moli e il rinforzo di quelli preesistenti.

### Il progetto Axerio Bellini
Nel 1868 lo Stato italiano incaricò gli ingegneri Axerio e Bellini di costruire una ferrovia lunga 15 km. 
Questa ferrovia avrebbe dovuto avere due tratte, una di 6 km che collegasse le miniere di Rio Albano, Vigneria e Rio Elba con il porto di Portolongone e un'altra di 9 km che raggiungesse i cantieri minerari di Calamita. 
Nel 1872 questo progetto venne abbandonato perché si riteneva che una tale spesa avrebbe gravato in maniera eccessiva sui costi delle operazioni di carico.

### Il progetto di Gino Pachò
Nel dicembre del 1872 il Comune di Portoferraio commissionò all'ingegner Gino Pachò la realizzazione di una “strada ferrata di congiunzione” tra Rio Marina e la rada di Portoferraio. 
Il tracciato scelto prevedeva l'esclusione di Portolongone, poiché nonostante il progetto proponesse la realizzazione di importanti opere di difesa lungo la strada che collegava i paesi, queste non erano ritenute sufficienti a rendere il percorso sicuro. 
Era invece ritenuta più sicura la rada di Portoferraio, riparata e in una zona dove sarebbe dovuto sorgere uno stabilimento siderurgico, che si iniziava a progettare in quel periodo. 
Il progetto prevedeva una rete di 9,5 km con tre gallerie che avrebbero coperto circa 3 km del totale. Venne preso in considerazione lo scartamento ridotto di 1,1 metri, visto che non c'era necessità di collegamenti con le linee già presenti sul continente. Questa scelta avrebbe fatto risparmiare anche una grossa somma sulla costruzione delle gallerie, che erano una delle spese più ingenti del progetto. 
Nonostante questi sforzi anche questo progetto naufragò per ragioni economiche.

### Il progetto della Società Elba
Il 29 luglio 1899 fu costituita a Genova la Società Anonima Elba di Miniere e di Alti Forni, con lo scopo di costruire lo stabilimento di Portoferraio.
Insieme alla costruzione dell'impianto, la Società realizzò due strade ferrate: una che collegasse le miniere del Giove a Rio Marina e l'altra che unisse la miniera di Calamita alla spiaggia dell’Innamorata. Queste realizzazioni ripresero il progetto di Armand Coste del 1865. 
Nel 1905 iniziarono i lavori, rendendo in breve tempo già praticabile un tratto poco più lungo di 3 km. La linea seguiva l'andamento del terreno e partiva da Zuccoletto, girava sul Monte Giove e arrivava fino al pontile del Pontello, poco a nord di Rio Marina.
Inizialmente la principale forza trainante era ancora quella animale; in particolare, venivano utilizzati i cavalli, che riuscivano a trainare treni composti da circa dieci vagoni.
Questa prima opera portò un grande sviluppo nell'ambito del trasporto del materiale, tanto che negli anni successivi venne costruita una rete di ferrovie, di tipo Decauville, lungo gran parte della costa orientale.
Nel 1908 iniziò la costruzione di un nuovo grande pontile al Portello, che permetteva l'attracco di navi di dimensioni maggiori rispetto a quelle che già erano solite frequentare il porticciolo.
Nel 1909, con la costruzione di ulteriori 5 km di ferrovie sul monte Giove, comparvero le prime locomotive a vapore, supportate, successivamente, da piccoli automotori a benzina. Furono inoltre eseguiti interventi sulle ferrovie già esistenti per facilitare le manovre ed il caricamento dei treni. Con il passare del tempo la ferrovia raggiunse l'estensione di 15 km.
Tutti i giacimenti della costa orientale vennero collegati per mezzo delle ferrovie e dotati di pontili. Le miniere più piccole, come quelle di Pistello, Grattaio, Venezia e Caledonzio erano collegate a quella di Rio Albano. In queste zone si giunse a una lunghezza complessiva dei binari di circa 9 km. 
I cantieri di Francesche, Vallone, Le Piane, Maeci, Polveraio, Albaroccia, Punta Rossa Alta e Punta Rossa Bassa erano collegati dalla ferrovia di Calamita con un pontile di caricamento diretto per grandi imbarcazioni alla Cala dell'Innamorata. Questa ferrovia, nonostante la natura irregolare e difficile della costa, alta e frastagliata, raggiunse la lunghezza di 6 km. I lavori iniziarono nel 1909 e si conclusero il 7 luglio del 1912.

### Il progetto di Francesco Le Maire
L'ingegnere Francesco Le Maire, intorno al 1920, mise a punto un progetto per la realizzazione di una rete ferroviaria molto efficiente che favorisse il trasporto sia delle persone che delle merci.
Questa ferrovia avrebbe dovuto unire in maniera razionale ed efficiente i paesi di Marciana, Marina di Campo, Capoliveri, Portolongone, Rio dell’Elba, Rio Marina, Cavo e le principali miniere al Capoluogo di Portoferraio.
Il progetto avrebbe dovuto avere un tracciato complessivo di 46,500 km così suddivisi:
- Marciana Marina – fermata bivio di Procchio – Portoferraio km 14,400

- Portoferraio – fermata bivio di Schiopparello – Rio nell’Elba – Rio Marina km 11,800

- Rio Marina – Cavo km 6,950

- Diramazione fermata bivio di Procchio – Marina di Campo km 4,800

- Diramazione fermata bivio di Schiopparello – Lido di Capoliveri – Portolongone km 7,100

- Binario di servizio Stazione di Portoferraio – Piazza Umberto I km 1,450

Furono scelte queste tratte in quanto la natura dei terreni delle zone attraversate era solida e favorevole alla costruzione di una ferrovia. Però il carattere comunque accidentato del terreno, spingeva a compromessi quali, ad esempio, la scelta di una ferrovia a scartamento ridotto di un metro (favorita anche dall'assenza di una rete già esistente). 
Questo progetto non trovò attuazione per la mancanza dei finanziamenti economici.

#### Descrizione delle principali tratte

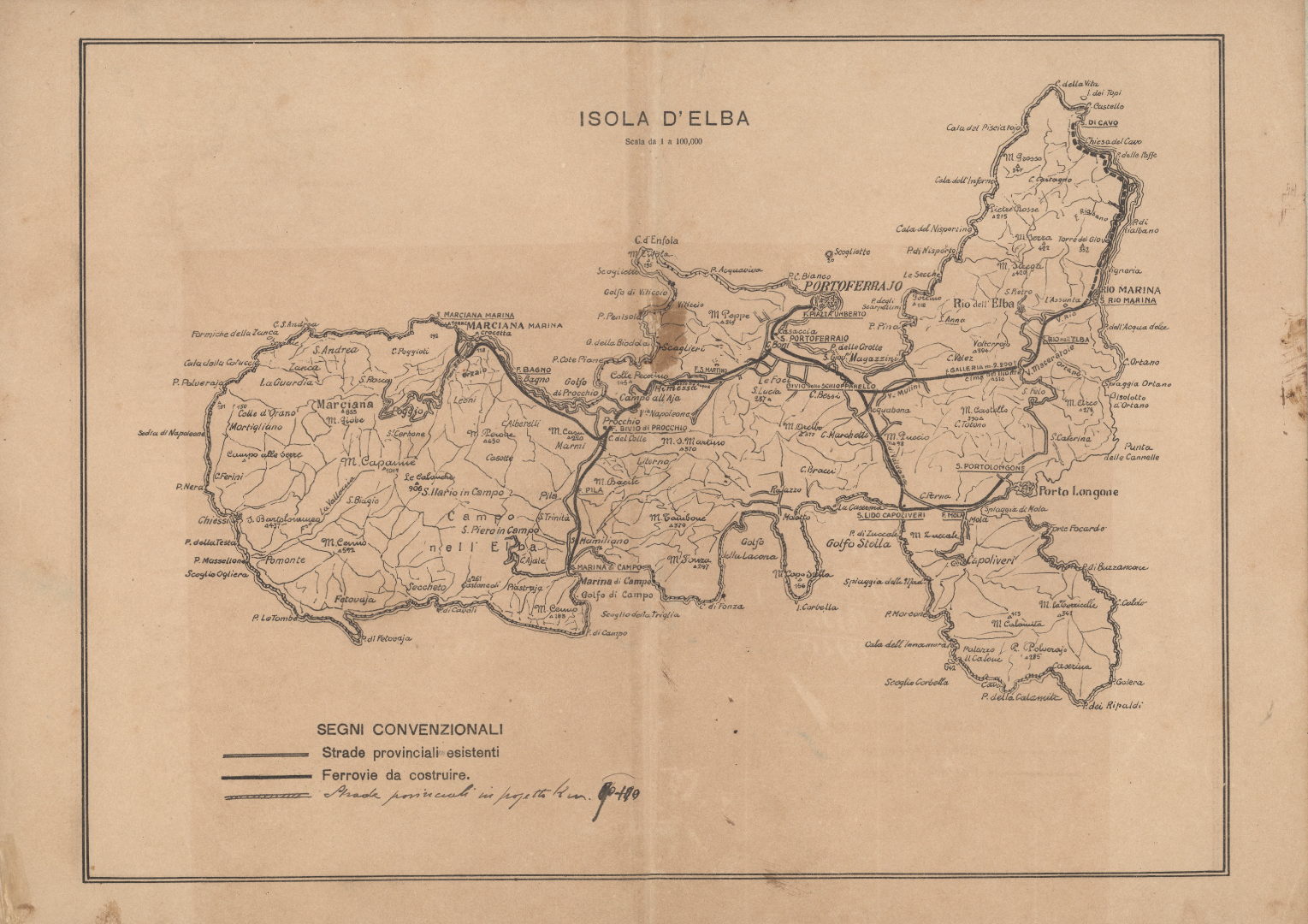
Mappa rappresentante la linea ferroviaria dell'Elba progettata da Francesco Le Maire.

Il progetto di Le Maire poneva la stazione principale a Portoferraio in località Casaccia. Da qui si separa un binario che arriva in Piazza Umberto I, dove vi era spazio sufficiente per le manovre con l'ausilio di un secondo binario. Questo tratto della rete ferroviaria aveva lo scopo di avvicinare i vagoni ferroviari ai pontili per permettere un più facile scambio di merci e di passeggeri con le imbarcazioni.
La linea principale era quella di Marciana – Portoferraio – Rio – Cavo. Il percorso scelto aveva origine dal porto di Marciana, più precisamente dal molo sotto la Torre, per svilupparsi nella valle a monte delle abitazioni. Attraversava il torrente San Giovanni, raggiungeva la Crocetta e arrivava alla fermata del bivio di Procchio nei pressi di Casa del Colle. 
Qui due gallerie di rispettivamente cento e cinquecento metri permettevano di attraversare la collina del Gualdarone e il colle Pecorino. Successivamente altre due gallerie di 175 e 350 metri passavano attraverso gli speroni successivi, uscendo nella Valle delle Tre Acque. 
Da questo punto la ferrovia seguiva la strada provinciale per Portolongone arrivando in località Casaccia, dove era prevista la stazione di Portoferraio. 
Dalla stazione la linea ripartiva e attraversava la località di San Giovanni, passando per le antiche saline ed attraversando la collina delle Grotte con una galleria di circa 200 metri. 
Oltrepassate le Grotte arrivava alla piana di Schiopparello, proseguiva per la Val di Piano, valle dei Mulini, fino ad arrivare all'entrata ovest di una galleria di 2200 metri. Grazie a questa galleria avrebbe attraversato la catena montuosa che separa Portoferraio da Rio, sfociando nella valle delle Maceratorie.
La rete si estendeva quindi nella valle di Ortano e, aggirando la collina formata tra le due valli, arrivava alla fermata di Rio nell’Elba.
Successivamente, dopo una breve galleria sotto l'altopiano della Venella, entrava nella valle di Rio, arrivando alla stazione di Rio Marina. Da qui, passando per la miniera a monte del centro abitato e proseguendo lungo la costa, arrivava a Cavo. 
Questa ultima tratta però non era stata completamente definita, in quanto Le Maire avrebbe dovuto fare ulteriori sopralluoghi e studi per analizzare la natura del territorio e le zone attraversate.
Oltre alla linea principale Marciana – Portoferraio – Rio – Cavo, due ramificazioni raggiungevano Campo e Portolongone.
La diramazione per Campo si separava dalla principale all'altezza del bivio di Procchio da Casa del Colle. Proseguiva attraversando la valle di Pila e affiancandosi alla strada provinciale giungeva a Marina di Campo, a nord delle abitazioni, dove c'era un luogo consono alla costruzione della stazione.
La diramazione per Portolongone invece si separava dalla tratta principale all'altezza del bivio di Schiopparello. Si avvicinava all'Acqua Bona e seguiva la strada provinciale per un tratto, per poi staccarsi ed arrivare al Lido, dove era prevista la stazione di Lido di Capoliveri. 
Da qui si riallacciava alla strada provinciale per arrivare alla fermata di Mola, da dove partiva la carrozzabile per Capoliveri. 
La ferrovia proseguiva sempre affiancando la strada provinciale e dopo una galleria di 400 metri arrivava nella pianura retrostante il centro abitato di Portolongone. Anche qui trovava uno spazio adeguato per le manovre e la costruzione della stazione terminale.

## Panorama ferroviario dopo la Seconda guerra mondiale
Dopo la Seconda Guerra Mondiale, durante la quale le attività estrattive sull'isola erano quasi cessate del tutto, i lavori ripresero con una certa rapidità. Purtroppo però la maggior parte delle linee era fuori uso, sia a causa dell'abbandono sia a causa della guerra. Gli unici pontili praticabili rimasti erano quelli di Rio Marina e Punta Calamita.
In questo periodo vengono utilizzati anche mezzi di trasporto più moderni come nastri trasportatori, grandi escavatori ed enormi autoveicoli. 
Lentamente l'utilizzo dei mezzi ferroviari viene circoscritto ai sotterranei dove i nuovi mezzi gommati non potevano competere. Anche per quanto riguarda i pontili vengono sostituite le ferrovie con nastri trasportatori, in grado di scaricare il materiale direttamente nelle stive delle navi.

## Tipi di locomotive utilizzate
A partire dal 1904 presso lo stabilimento di Portoferraio, nella rete di binari caratterizzata dallo scartamento di 1,2 metri, iniziano a prestare servizio cinque locomotive a vapore a due assi accoppiati:
| Numero d'ordine | Costruttore        | Numero di costruzione | Anno di costruzione | Tipo  |
| --------------- | ------------------ | --------------------- | ------------------- | ----- |
| 1               | Krauss             | 5.207                 | 1904                | 27 al |
| 2               | Krauss             | 5.725                 | 1907                | 27 aw |
| 3               | Krauss             | 5.726                 | 1907                | 27 aw |
| 4               | Krauss             | 6.094                 | 1908                | 27 be |
| 5               | Orenstein & Koppel | 3.259                 | 1909                | 80 CV |

Sulla rete dei binari a scartamento di 800 mm invece era al lavoro un numero imprecisato di locomotive a vapore. 
Foto d'epoca mostrano l'utilizzo di due locomotive a vapore della Krauss, con i soprannomi di Stella e Peppina, due della Orenstein & Koppel e due della Borsig tipo 14 da 80 CV; queste ultime erano uguali a quelle usate nello stabilimento di Piombino. 
Due locomotive, la n.17 e la n. 18, vennero trasferite dallo stabilimento di Piombino a quello di Portoferraio intorno al 1920.
| Costruttore        | Numero di costruzione | Anno di costruzione | Tipo  |
| ------------------ | --------------------- | ------------------- | ----- |
| Krauss             | 5.626                 | 1906                | 14 ad |
| Krauss             | 5.627                 | 1906                | 14 ad |
| Orenstein & Koppel | 2.878                 | 1908                | 30 CV |
| Orenstein & Koppel | 3.596                 | 1909                | 30 CV |

Sui binari dello stabilimento di Portoferraio, oltre a queste locomotive circolavano numerose gru locomobili a vapore.
Nel 1909 nelle tratte delle ferrovie sul monte Giove e a Calamita iniziarono a circolare le prime locomotive a vapore. Su queste linee sono stati impiegati questi mezzi:
| Numero d'ordine | Costruttore        | Tipo  | Numero di costruzione | Anno di costruzione | Anno di ammissione al servizio nelle miniere elbane | Note |
| --------------- | ------------------ | ----- | --------------------- | ------------------- | --------------------------------------------------- | ---- |
| 1               | Orenstein & Koppel | 30 CV | 3.604                 | 1909                | 1909                                                |      |
| 2               | Orenstein & Koppel | 30 CV | 3.605                 | 1909                | 1909                                                |      |
| 3               | Orenstein & Koppel | 20 CV | 3.795                 | 1910                | 1910                                                |      |
| 4               | Borsig             | 30 CV | 7.754                 | 1910                | 1910                                                |      |
| 5               | Borsig             | 30 CV | 7.755                 | 1910                | 1910                                                |      |
| 6               | Borsig             | 30 CV | 8.071                 | 1911                | 1912                                                |      |
| 7               | Borsig             | 30 CV | 8.078                 | 1911                | 1912                                                |      |
| 8               | Borsig             | 30 CV | 8.079                 | 1911                | 1912                                                |      |
| 9               | Henschel           | 20 CV | 12.946                | 1914                | 1923                                                | (1)  |
| 10              | Henschel           | 20 CV | 12.947                | 1914                | 1923                                                | (1)  |
| 11              | Arnold Jung        | -     | 3.097                 | 1920                | 1924                                                |      |
| 12              | Orenstein & Koppel | 30 CV | 9.354                 | 1920                | 1940                                                | (2)  |

(1) Proveniente dalla cooperativa di lavori ferroviari di Vado Ligure, provvista di libretto FS.
(2) Proveniente dalla società dell'Aterno.
Come si nota dalla tabella, erano locomotive a bassa potenza, in quanto la tratta con il carico era principalmente in discesa. Per la risalita, con i vagoni vuoti, non era necessaria eccessiva potenza.
A partire dal 1930 iniziarono a lavorare le prime locomotive provviste di motore a benzina, e dal 1942 anche di locomotive con motore diesel. Con l'introduzione di questi nuovi mezzi, le vecchie locomotive a vapore vennero ritirate dal servizio nel 1943.